# Ик (приток Ревды)
Ик — река в Свердловской области России, левый приток Ревды. Длина водотока 13 км, площадь водосбора 76,5 км². Река, носящая в верховьях название Большой Ик, начинается на юго-западных склонах горного массива Шунут в урочище Медвежье, и течёт преимущественно на север в понижении между Шунутским массивом и горами Медяковка и Караульная, затем на северо-восток. Принимает ряд притоков, в том числе Малый Ик, после впадения которого и получает название Ик. В Государственном водном реестре название Большой Ик отнесено ко всей реке. Впадает в Ревду за 43 километра от её устья, в 2,5 км выше села Краснояр.

## Данные государственного водного реестра
По данным государственного водного реестра река относится к Камскому бассейновому округу, речной бассейн — Кама, подбассейн — Кама до Куйбышевского водохранилища (без бассейнов рек Белой и Вятки), водохозяйственный участок — Ревда от истока до Новомариинского гидроузла. Код водного объекта: 10010100412111100010203.